# Potamogeton obtusifolius
Potamogeton obtusifolius là một loài thực vật có hoa trong họ Potamogetonaceae. Loài này được Mert. & W.D.J.Koch miêu tả khoa học đầu tiên năm 1823.